# Thomas Bibb
Thomas Bibb (7 de abril de 1783 - 20 de setembro de 1839) foi o segundo governador do Alabama, de 10 de julho de 1820 até 1821. Era irmão de William Wyatt Bibb, e assumiu o governo depois da morte deste.

## Curiosidades
- Bibb é um ancestral de James C. Gardner, um político da Louisiana, que foi prefeito de Shreveport, de 1954 a 1958.